# Boronia angustisepala
Boronia angustisepala är en vinruteväxtart som beskrevs av M. F. Duretto. Boronia angustisepala ingår i släktet Boronia och familjen vinruteväxter. Inga underarter finns listade i Catalogue of Life.